# Форт Новосел (Алабама)
Форт Новосел (енгл. Fort Novosel) насељено је место без административног статуса у америчкој савезној држави Алабама.

## Демографија
По попису из 2010. године број становника је 4.636, што је 1.416 (-23,4%) становника мање него 2000. године.
| Група             | 2000.         | 2010.         |
| Белци             | 3.846 (63,5%) | 3.227 (69,6%) |
| Афроамериканци    | 1.097 (18,1%) | 553 (11,9%)   |
| Азијати           | 124 (2,0%)    | 62 (1,3%)     |
| Хиспаноамериканци | 707 (11,7%)   | 614 (13,2%)   |
| Укупно            | 6.052         | 4.636         |